# Вздвиж
Вздвиж (також Уздвиж) — річка в Україні, у Чернігівському районі Чернігівської області. Ліва притока Десни (басейн Дніпра).

## Опис
Довжина річки 29 км, похил річки — 0,28 м/км. Площа басейну 369 км².

## Розташування
Бере початок біля Красного. Спочатку тече на північний схід через Слободу, Буди і повертає на південний захід. На південному сході від Шестовиці впадає в річку Десну, ліву притоку Дніпра.
Населені пункти вздовж берегової смуги: Слобода, Буди, Лукашівка, Іванівка.
Річку перетинає автомобільна дорога E95М01

## Цікавий факт
- Історична назва річки Рудка[2].